# Ne vágj ki minden fát!
A Ne vágj ki minden fát! Koncz Zsuzsa nyolcadik magyar nyelvű nagylemeze. 1975-ben jelent meg.
A hetvenes évek közepétől Koncz Zsuzsa túllépett a hagyományos értelemben vett rockműfajon és annak közönségén. A megszólaltatott dalok, az énekesnő előadói stílusa, előadásainak felépítése, színpadi jelenetei műsorait inkább a nagy színészek előadóestjeivel, mint a hagyományos rockkoncertekkel tették rokonná. Ez a váltás érződik a Ne vágj ki minden fát! c. lemezen is.

## Az album dalai
1. Előre nézz babám! (Szörényi Levente – Bródy János) 3:05
2. Hej, tedd rá (Szörényi Levente – Bródy János) 3:12
3. Ne vágj ki minden fát! (Szörényi Levente – Bródy János) 2:38
4. Rozi tud valamit (Bródy János) 4:08
5. Megértő mosoly (Koncz Zsuzsa – Bródy János) 3:55
6. Éjszaka (Szörényi Levente – Bródy János) 2:48
7. Zöld szemem kék (Móricz Mihály – Bródy János) 3:52
8. Amíg emlékezünk (Szörényi Levente – Bródy János) 3:01
9. Kisfiú (Tolcsvay László – Bródy János) 3:39
10. Kornél és Elvira (Móricz Mihály – Bródy János) 3:24
11. Mire felnő a gyerek (Tolcsvay László – Bródy János) 3:12
12. A gondolat (Tolcsvay László – Bródy János) 4:27

## Utalások
1. ↑  Sebők János: Magyarock, 2. kötet, 88. oldal - Zeneműkiadó, 1984

## Külső hivatkozások
- Információk Koncz Zsuzsa honlapján